# Heinrich Titot

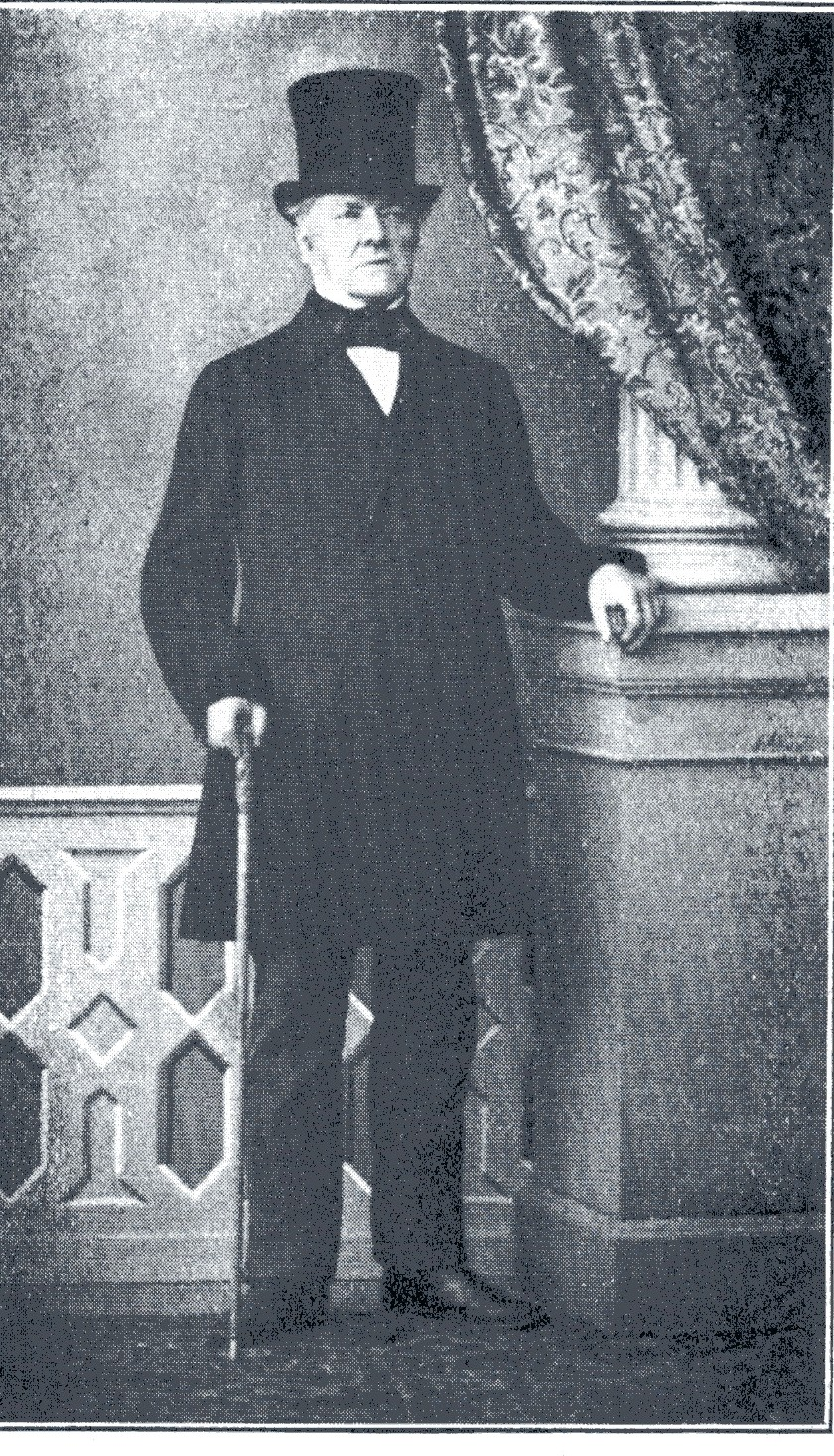
Heinrich Titot

Heinrich Titot (* 23. August 1796 in Heilbronn; † 1. Dezember 1871 ebenda) war von 1835 bis März 1848 Schultheiß der Stadt Heilbronn. Er legte auch mehrere Schriften zur Stadtgeschichte vor.

## Vorfahren
Die Vorfahren des Bürgermeisters Titot stammen aus dem lothringischen Ort Fontenoy. Der Urahne der Titots in Deutschland war Joseph Titot (* 1566; † 1642), der dem protestantischen Glauben angehörte und daher das katholische Lothringen verlassen musste. Joseph heiratete 1587 Henriette le Baults und siedelte in das (zu Württemberg gehörende) Mömpelgard über, wo er das Bürgerrecht erhielt und als Notar, Hof- und Kanzleischreiber sowie Regierungsrat tätig war. Joseph und Henriette hatten elf Kinder, fünf Söhne und sechs Töchter, wovon der jüngste Sohn Abraham der Stammhalter wurde. Ein Urenkel Abrahams, nämlich Peter Abraham Melchior Titot (* 1722 in Stuttgart; † 1782 in Heilbronn), brachte die Familie Titot nach Heilbronn. Er war der Großvater von Heinrich Titot.

## Leben und Werdegang
Heinrich Titot war ein Sohn des Karl Ludwig Christoph Titot (* 3. April 1755, † 18. Februar 1818), Senator in Heilbronn, und der Caroline Mertz. Heinrich hatte ursprünglich drei Brüder und vier Schwestern, wovon allerdings nur drei am Leben blieben, nämlich Charlotte, Julie und Friederike. Als 1801 in Heilbronn die Blattern grassierte, verstarb sein jüngster Bruder Max. Heinrich wurde zunächst im elterlichen Haus von einem Privatlehrer unterrichtet. Von 1803 bis 1812 war er Schüler des Heilbronner Gymnasiums. In der Schule interessierte er sich für Naturwissenschaften und Geschichte, als Berufswunsch hegte er Apotheker oder Bergbauingenieur. Auf Veranlassung des Vaters schlug er jedoch nach der Schule eine Verwaltungslaufbahn ein.

### Ausbildung
Am 9. November 1812 wurde Heinrich Titot Schreiberlehrling bei Johann Clemens Bruckmann, Stadtschreiber (und später Stadtschultheiß) zu Heilbronn. 1816 immatrikulierte sich Heinrich an der Universität Tübingen für den Fachbereich Rechtswissenschaften. In Tübingen wohnte er gemeinsam mit August Klett und dessen Bruder Georg bei Christian von Gmelin. Dort legte er 1820 auch die Referendär-Prüfung ab. Als Justizreferendar war Titot für den Gerichtshof des Neckarkreises in Esslingen tätig. 1821 wurde er provisorischer, 1823 wirklicher Oberamtsgerichtsaktuar. 1826 trat er aus dem Staatsdienst aus, um sich als freier Rechtskonsulent niederzulassen.
Am 4. Oktober 1826 wurde er Mitglied der Heilbronner Rechtskonsulenten, und im gleichen Jahr gelangte er noch in den Stadtrat. Am 13. November 1828 heiratete Heinrich Emilie Ludwig (1810–1883), die Tochter des Heilbronner Engelapothekers. Das Paar wohnte zunächst auch im Gebäude der Engelapotheke. Der Ehe entstammten drei Töchter und ein Sohn.

### Stadtschultheiß (1835–1848)

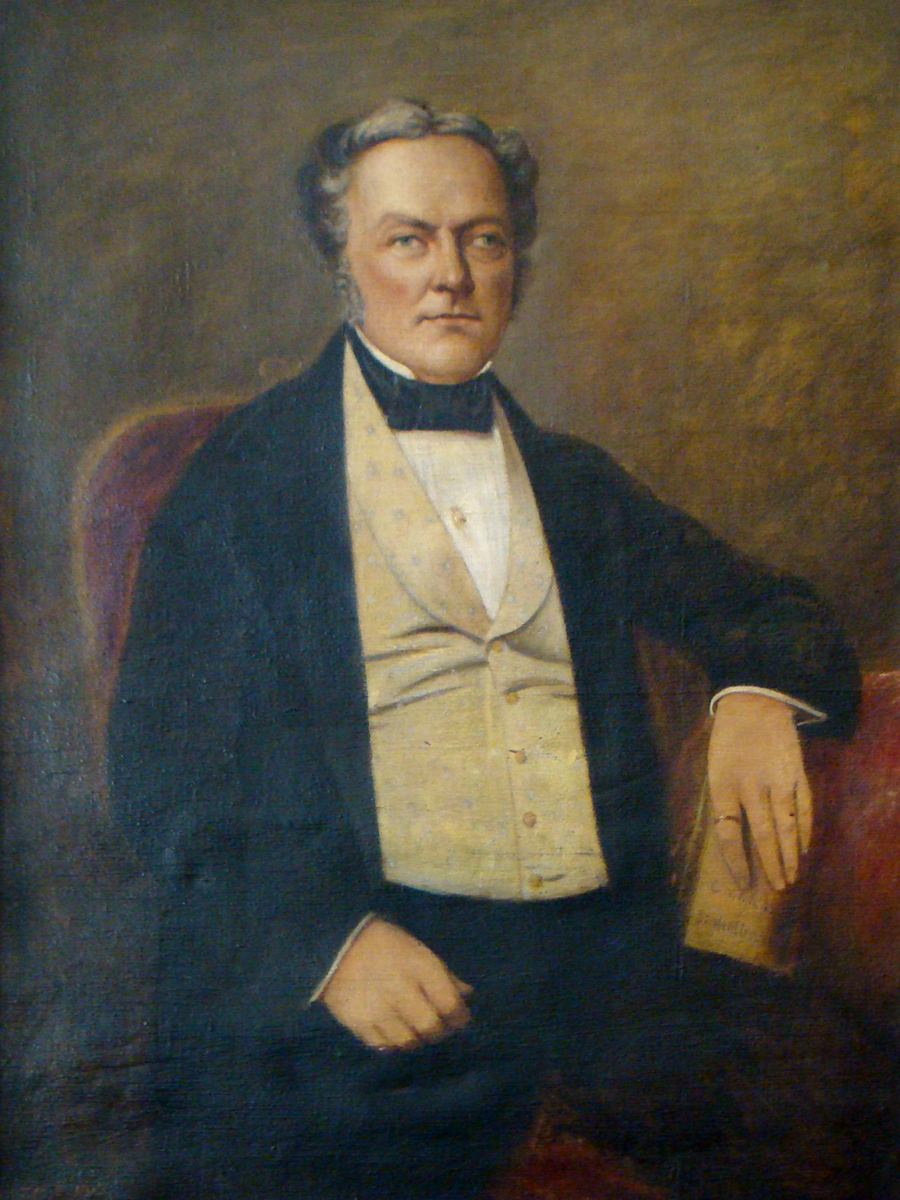
Titot auf einem Porträt im Rathaus Heilbronn

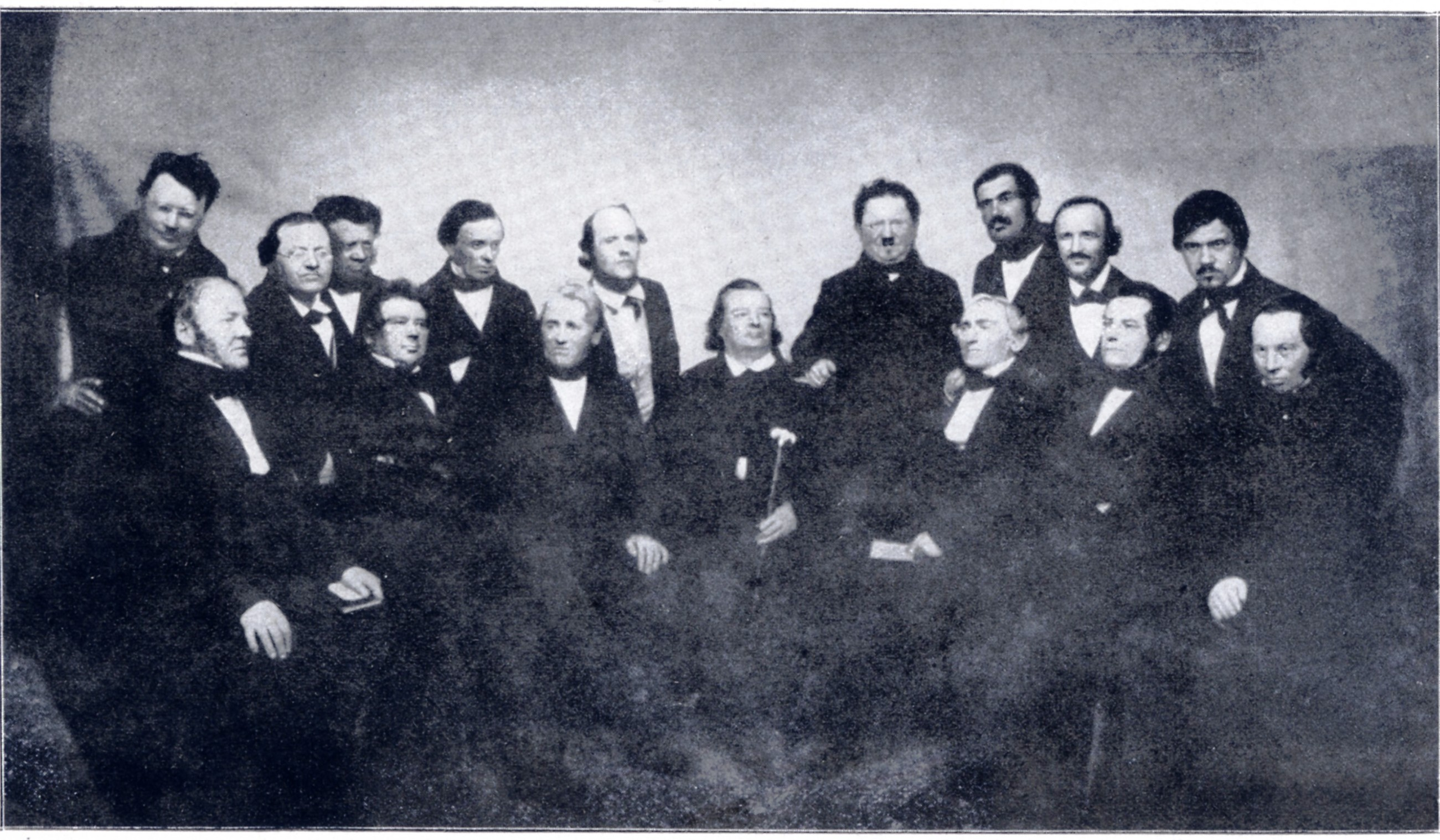
Untere Reihe links: H. Titot mit J. Kerner in der Mitte der Gruppe der Gräßle-Gesellschaft, Foto von 1855

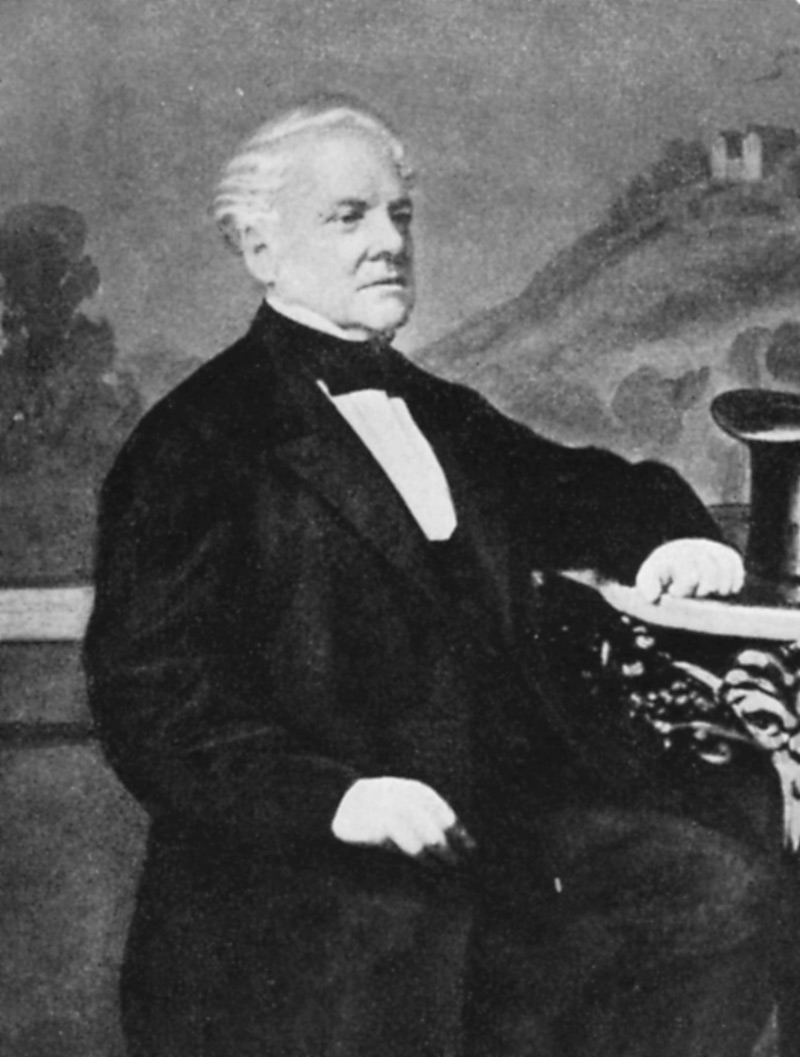
Heinrich Titot, Altersbildnis

Nachdem am 20. April 1835 Stadtschultheiß Johann Clemens Bruckmann 67-jährig verstorben war, wurde Heinrich Titot anderntags zum Stadtschultheißenamtsverweser ernannt. Im Mai wurde er von der Bürgerschaft zum Schultheiß der Stadt Heilbronn gewählt und am 10. Juni 1835 vom württembergischen König bestätigt.
In seine 13-jährige Position als Schultheiß fielen folgende Bautätigkeiten:
- Heilbronner Mühlindustrie:
  - Umbau der Brückenmühle zu einer Kunstmühle im Stil anglo-amerikanischer Mühlen (1835–1836)
  - Bau der Tuchwalkmühle (1838–1839)
  - Bau der Sülmermühle (1840)
- Heilbronner Schulhäuser:
  - Sophienpflege, eine Kleinkinderschule (1837)
  - Vergrößerung des Paulinenspitals um verschiedene Flügelanbauten (1840–1841)
  - Bau eines Gebäudes für das Rektorat des Karlsgymnasiums, Ecke Karlsstraße/Allee (1842)
  - Bau einer Schule für Knaben, Allee (1846)
  - Umbau des Franziskanerklosters zu einer Schule für Mädchen (1847)
  - Zeichen- und Modellierschule in der Realschule (1847)
- Jägerhaus
- Wartberggaststätte

Verschiedene Innovationen in Industrie und Wirtschaft fielen in Titots Amtsperiode:
- Neckar-Dampfschifffahrt
- Nordbahn: Eisenbahnstrecke Stuttgart–Heilbronn
- Gründung der Schiffahrts-Assekuranz-Gesellschaft, der ersten Heilbronner Aktiengesellschaft
- Gründung des Heilbronner Freihafens am 1. Juni 1837
- Erweiterung des Heilbronner Zollhafens (1845)

Anfang März 1848 kam es im Zuge der Märzrevolution auch zu Unruhen in Heilbronn, wo sich der Unmut des Volkes auch gegen Titot als Krebsritter (missliebiger Beamter, Rückschrittler) richtete. Vor seinem Haus in der Kramstraße kam es am 4. März 1848 zu Ausschreitungen. Am 9. März wurde er in der Zeitung Neckar-Dampfschiff zum Rücktritt aufgefordert. Als die neu gegründete Heilbronner Bürgerwehr am 10. März 1848 Waffen aus Stuttgart erhielt, löste dies seinen Rücktritt aus. Sein Nachfolger als Schultheiß wurde am 11. Mai 1848 August Klett.

### Oberamtspfleger (1848–1870)
Nach der Märzrevolution nahm Titot noch die Aufgabe des Oberamtpflegers wahr. Er hatte sich um das nach dem Tod des Oberamtspflegers Kleinmann verwaiste Amt beworben und wurde am 15. Juni 1848 von der Amtsversammlung zum Nachfolger Kleinmanns gewählt. Neben diesem Amt versah er Mitte der 1850er Jahre das Amt des Obmanns der Bau- und Feuerschau, der Verwaltungsabteilung der Gesellschaft für Neckardampfschifffahrt und der hiesigen Handelsinnung. Auch als Steinmann für die Seherin von Prevorst bzw. Friederike Hauffe spielte Heinrich Titot eine Rolle. Friederike Hauffe wurde von Justinus Kerner nach den neuesten Methoden des Mesmerismus behandelt, wobei Kerner und Titot sich beide durch ihr Engagement in der Gräßle-Gesellschaft kannten.
Am 1. Oktober 1870 schied Titot aus seinem Amt als Oberamtspfleger aus. Er verstarb am 1. Dezember 1871 an den Folgen einer Lungenentzündung.
Heinrich Titot wurde auf dem Friedhof an der Weinsberger Straße in Heilbronn begraben, wo sich sein Grabmal erhalten hat.

## Wappen
Das Wappen der Titot zeigt einen roten Querbalken auf einem silberfarbenen Schild. Drei Rosen, eine über und zwei unterhalb des Balkens, bereichern das Wappen. Als Helmzier werden wiederum drei Rosen verwendet.

## Würdigung
Nach Heinrich Titot ist heute noch in der Heilbronner Innenstadt die Titotstraße als Querstraße der Allee benannt.

## Werke (Auswahl)
Als Ratsmitglied und Schultheiß legte Titot verschiedene Werke mit stadtgeschichtlichem Bezug vor:
- Ausführliche Beschreibung und Geschichte der evangelischen Hauptkirche zu Heilbronn am Neckar. Drechsler, Heilbronn 1833
- Beschreibung des Wartberges bei Heilbronn am Neckar. Müller, Heilbronn 1838
- Heilbronner Chronic von 1841 (Manuskript)
- Beiträge zur Geschichte der Reichsstadt Heilbronn von Anfang der französischen Revolution (1789) an, bis zur Mediatisierung der Stadt (1803). Schell, Heilbronn 1841
- Hundertjährige Übersicht der Lebensmittel-Preise zu Heilbronn von 1744 bis 1843. Drechsler, Heilbronn 1844
- Beschreibung des Oberamts Heilbronn. (= Die Württembergischen Oberamtsbeschreibungen 1824–1886. Band 45). H. Lindemann, Stuttgart 1865 (Volltext [Wikisource]).